# メガネザル
メガネザルは、哺乳綱霊長目メガネザル科（メガネザルか、Tarsiidae）に分類される霊長類の総称。現生ではメガネザル科のみでメガネザル型下目Tarsiiformesを構成する。

## 分布
東南アジアの島嶼部
ウォレス線にまたがって分布する。

## 形態
眼は大型で、1個の重さが3グラムと脳よりわずかに重い。眼は前方に位置し立体視ができるが、眼窩内ではほぼ動かすことができない。後肢の第2・3趾には鉤爪があり、後肢の残りの趾および前肢の指には平爪がある。
体重100グラム程度の小型の霊長類である。体の割に大きな眼を持つ。眼球1つの重さは3グラムと、脳の重さとほぼ同じである。この眼は夜行性に適したもので、暗い所でもよく見ることができるが、逆に昼間はまぶしくて、あまり見えないらしい。この眼球は眼窩の中でほとんど動かすことができないが、代わりに頸（くび）を自在に動かすことができ、頸を180度回転させて真後ろを見ることもできる。これほどまでに大きな眼を持つのは、たいていの夜行性の哺乳類に存在するタペータム（網膜裏側の反射膜）を持たないからである。これは、かつて一時期昼行性となったために不要となったタペータムを失い、その後再び夜行性へと戻った際にそれを再生できなかったためと思われる。そのため、眼を大きくすることで夜間の乏しい光を捉え、夜の闇に適応したと考えられている。
後肢が長く、跳躍が得意で、枝から枝に跳び移ることができる。跳躍の距離は体長の25倍である。手足の指は長く、それぞれの指先には鋭い爪と、肉趾（にくし）と呼ばれる円盤状のふくらみがあり、枝からぶら下がることに役立っている。尾は体より長く、ほとんど毛がない。

## 分類
以前は原猿亜目Prosimiiに分類されていたが、網膜の裏側に光を反射する膜（タペータム）がない・鼻先が湿っていないなど他の原猿類とは異なっている点もみられた。19世紀には本科のみでメガネザル亜目を構成し、霊長目を3亜目に分ける説が提唱されたこともある。
過去には本科を旧メガネザル属Tarsiusのみで構成し、ニシメガネザルT. bancanus・ヒガシメガネザルT. spectrum・フィリピンメガネザルT. syrichtaの3種を認める説が有力であった。 
2010年に分布や形態・染色体数から、Cephalopachus属の復活（ニシメガネザルCe. bancanusのみで構成）と新属Carlitoの記載（フィリピンメガネザルCa. syrichtaのみで構成）に伴い、本科を3属に分割する説が提唱された。2017年に形態や鳴き声から旧スラウェシメガネザルT. tarsierのスラウェシ島の北部半島部個体群が、それぞれT. spectrumgurskyae・T. supriatnaiとして新種記載された。2019年には旧スラウェシメガネザルのトギアン島個体群が、T. niemitziとして新種記載された。
以下の分類（各属の特徴）は、付記のないかぎりGroves & Shekelle (2010) に従う。和名・英名は、付記のないかぎり日本モンキーセンター和名リスト (2024) に従う。
- フィリピンメガネザル属 Carlito - フィリピンに分布。耳は短い（3センチメートル未満）。上顎の犬歯は大型。乳頭数は2対。染色体数は2n = 80。メスとその幼獣より、大きな群れは形成しない。
  - Carlito syrichta フィリピンメガネザル Philippine tarsier
- ニシメガネザル属 Cephalopachus - スマトラ島・ボルネオ島および周辺の島嶼に分布。耳は短い（3センチメートル未満）。上顎の犬歯は大型。乳頭数は3対。染色体数は2n = 80。ペアとその幼獣からなる家族群を構成する（それ以上大きな群れは形成しない）。
  - Cephalopachus bancanus ニシメガネザル Western tarsier
- メガネザル属 Tarsius - スラウェシ島および周辺の島嶼に分布。耳は長い（3センチメートルよりも長い）。上顎の犬歯は小型。乳頭数は3対。少なくともダイアンメガネザルの染色体数は2n = 46で、他種も同じだと考えられている。主にペアとその幼獣からなる家族群を構成するが、8頭に達する群れを形成することもある。
  - Tarsius dentatus ダイアンメガネザル Dian's tarsier
  - Tarsius fuscus マカッサルメガネザル Makassar tarsier（T. tarsierのシノニムとする説もある）
  - Tarsius lariang ラリアンメガネザル Lariang tarsier
  - Tarsius niemitzi トギアンメガネザル Niemitz's tarsier[8]
  - Tarsius pelengensis ペレンメガネザル Peleng tarsier
  - Tarsius pumilus ピグミーメガネザル Pygmy tarsier
  - Tarsius sangirensis サンギヘメガネザル Sangihe tarsier
  - Tarsius spectrumgurskyae グルスキーメガネザル Gursky's spectral tarsier[7]
  - Tarsius supriatnai ジャトナメガネザル Jatna's tarsier[7]
  - Tarsius tarsier スラウェシメガネザル Sulawesi tarsier（T. spectrumはシノニムとされる）
  - Tarsius tumpara シアウメガネザル Siau Island tarsier
  - Tarsius wallacei ウォーレスメガネザル Wallace's tarsier

## 生態
メガネザルに属する全種とも夜行性で、樹上で生活している。
動物食で、主に昆虫や節足動物を食べるが、爬虫類や鳥類・コウモリ類を食べることもある。
一年中繁殖可能であり、妊娠期間は約180日、1子を出産する。子供は体毛が生えそろった状態で生まれ、すぐに自力で枝にしがみつくことができる。